# Ridalepa
Ridalepa är en ort i Estland. Den ligger i Audru kommun och landskapet Pärnumaa, i den sydvästra delen av landet, 110 km söder om huvudstaden Tallinn. Ridalepa ligger 10 meter över havet och antalet invånare är 114.
Terrängen runt Ridalepa är mycket platt. Runt Ridalepa är det glesbefolkat, med 13 invånare per kvadratkilometer. Närmaste större samhälle är Pärnu, 11,5 km sydost om Ridalepa. I omgivningarna runt Ridalepa växer i huvudsak blandskog.